# Euromaster

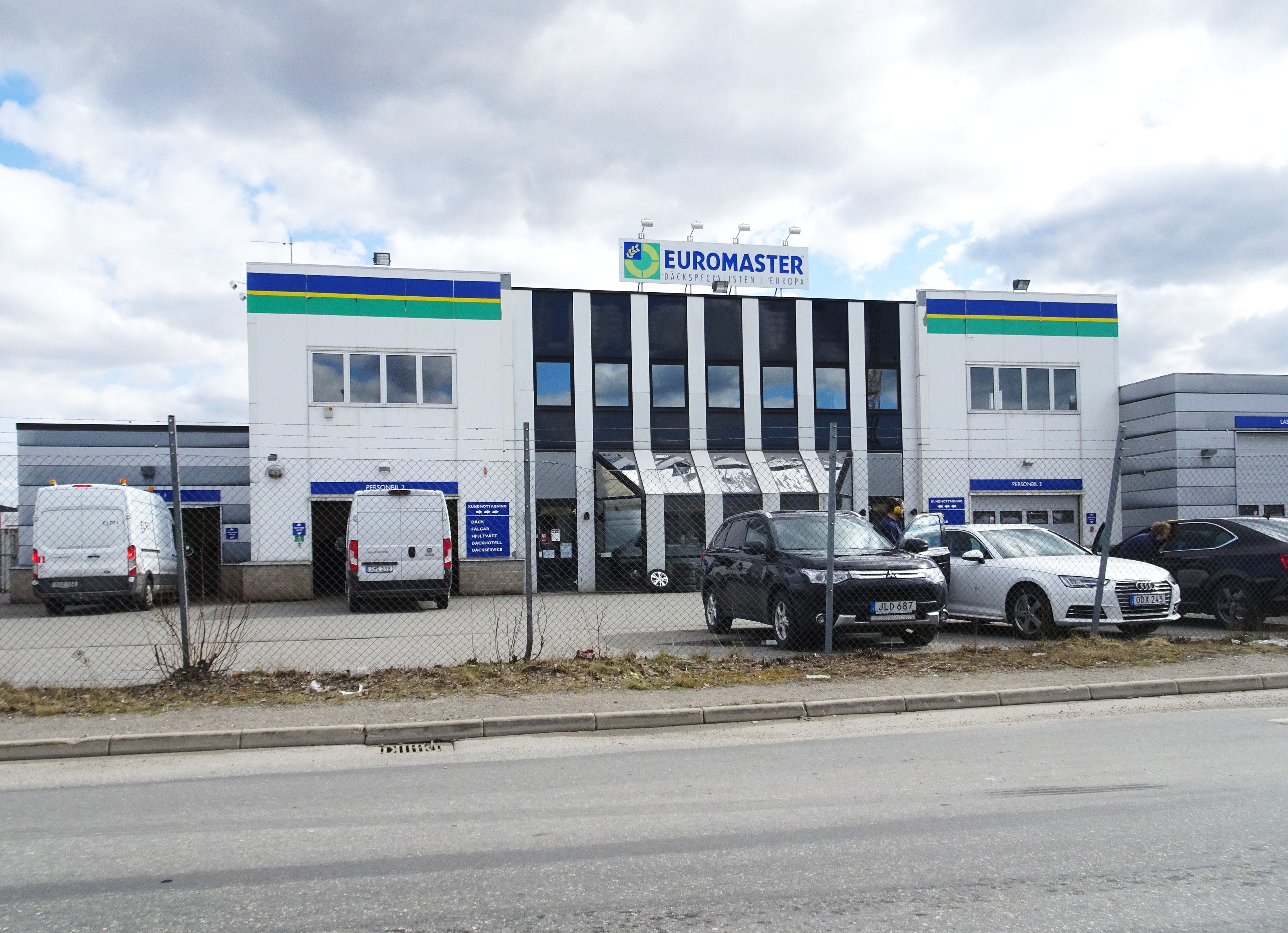
Euromaster i Länna industriområde.

Euromaster är en internationell kedja av däckverkstäder ägda av franska däcktillverkaren
Michelin. 
Verksamheten bedrivs idag i Europa med såväl egna verkstäder, franchise samt certifierade partnerverkstäder.

## Euromaster i Sverige
I Sverige har Euromaster cirka 70 verkstäder med huvudkontor i Varberg.
Ursprunget i Sverige är Varbergs Vulk som grundades 1932 och bytte namn 1974 till Wulkers AB.
1980 köptes Firestones regummeringsfabrik i Tvååker och 1992 köptes företaget av Euromaster. der.